# Strada statale 49 (Polonia)
La strada statale 49 (sigla DK 49, in polacco droga krajowa 49) è una strada statale polacca che attraversa il Paese da Nowy Targ a Jurgów.